# Bois-de-Noulette British Cemetery
Bois-de-Noulette British Cemetery is een Britse militaire begraafplaats met gesneuvelden uit de Eerste Wereldoorlog gelegen in de Franse plaats Aix-Noulette (Pas-de-Calais). De begraafplaats ligt in het veld vlak naast het Bois-de-Noulette op 1.600 m ten zuiden van het dorpscentrum. Ze is enkel te voet bereikbaar langs een veldweg van 1.500 m. Het terrein  heeft een oppervlakte van 857 m² en is omgeven door een natuurstenen muur. De begraafplaats werd ontworpen door Arthur Hutton en het onderhoud wordt verzorgd door de Commonwealth War Graves Commission. Het Cross of Sacrifice staat in de zuidwestelijk hoek.

## Geschiedenis
De begraafplaats werd gestart door veldhospitalen (Field ambulances) en gebruikt tussen april 1916 en mei 1917.
Aanvankelijk noemde men het Bois-de-Noulette New Cemetery om het te onderscheiden van de vele kleine Franse begraafplaatsen in de nabijheid van het bos.
Er worden 130 doden herdacht waarvan 112 Bitten en 18 Canadezen.

## Graven
- A. Mead en W. Mead waren broers en schutters bij het London Regiment. Zij sneuvelden op 18 juli 1916 en liggen naast elkaar begraven.

### Onderscheiden militairen
- William Harper Brantom, onderluitenant bij het London Regiment (Prince of Wales' Own Civil Service Rifles) en Kayley Earnshaw, sergeant bij de Duke of Wellington's (West Riding Regiment) werden onderscheiden met de Distinguished Conduct Medal (DCM).
- H.C. Biss, compagnie sergeant-majoor bij de Somerset Light Infantry ontving de Military Medal (MM).

### Minderjarige militairen
- korporaal Cecil James Beddard van het Worcestershire Regiment en soldaat W. Haddow van de Royal Marine Light Infantry waren 17 jaar toen ze sneuvelden.